# Lengyelország
A Lengyel Köztársaság (lengyelül: Rzeczpospolita Polska [ejtsd: Zsecsposzpolita Polszka]) közép-európai állam a Balti-tenger partján. Szárazföldön nyugaton Németországgal, délen Csehországgal és Szlovákiával, keleten Ukrajnával, Fehéroroszországgal és Litvániával, északon Oroszországgal (a Kalinyingrádi terület nevű exklávé révén) határos. Tengeri határ választja el Dániától és Svédországtól. Fővárosa Varsó (Warszawa, kiejtve [varˈʂava]). Hivatalos nyelve a lengyel.
A lengyel állam több mint ezer éves. A 16. században, a Jagelló-dinasztia idején Lengyelország Európa egyik legerősebb állama volt. 1791. május 3-án a Lengyel–Litván Unió elfogadta Lengyelország májusi alkotmányát, amely Európa első és a világ második írott alkotmánya volt. Néhány évvel később, 1795-ben Lengyelországot felosztották szomszédai (Oroszország, Ausztria és Poroszország). Lengyelország 123 év után, 1918-ban nyerte vissza államiságát az első világháború lezárultával. A második világháború után a Szovjetunió befolyási övezetéhez tartozott. 1989-ben az ország második világháború utáni történetének első részlegesen szabad választásai zárták le a Szolidaritás (Solidarność) mozgalom szabadság iránti törekvéseit. Lengyelország 1999-től a NATO, 2004-től az Európai Unió tagja.

## Az országnév eredete
Lengyelország neve lengyelül Polska. Az ország hivatalos neve Rzeczpospolita Polska, azaz Lengyel Köztársaság. Az ország neve és a nép Polak, polski neve azonos eredetű. A legelterjedtebb vélemény szerint a Polska és Polak elnevezések a polán nevű szláv törzs nevéből erednek. Egy másik nézet szerint a név a goplán törzs nevéből származik, amely a Gopło-tó körül élt, és 845 körül hozzávetőleg 400 erődöt birtokolt a mai Lengyelország területén.
Az elfogadott etimológia szerint a név végső gyökere a pole („mező”) szó, illetve az ebből származó polanie, amely annyit tesz, hogy „a mezők lakói”. Erre a következtetésre könnyen eljuthatunk, ha összehasonlítjuk a többi szláv nyelv hasonló jelentésű szavaival.
A magyar nyelvben használatos „lengyel” és „Lengyelország” szó eredete az orosz lendo („irtásföld”, „szűzföld”) szó lendzsan származéka lehetett (azaz „irtásföldön élő ember”), amely az ómagyar nyelvben még lengyen alakban szerepelt.

## Földrajz

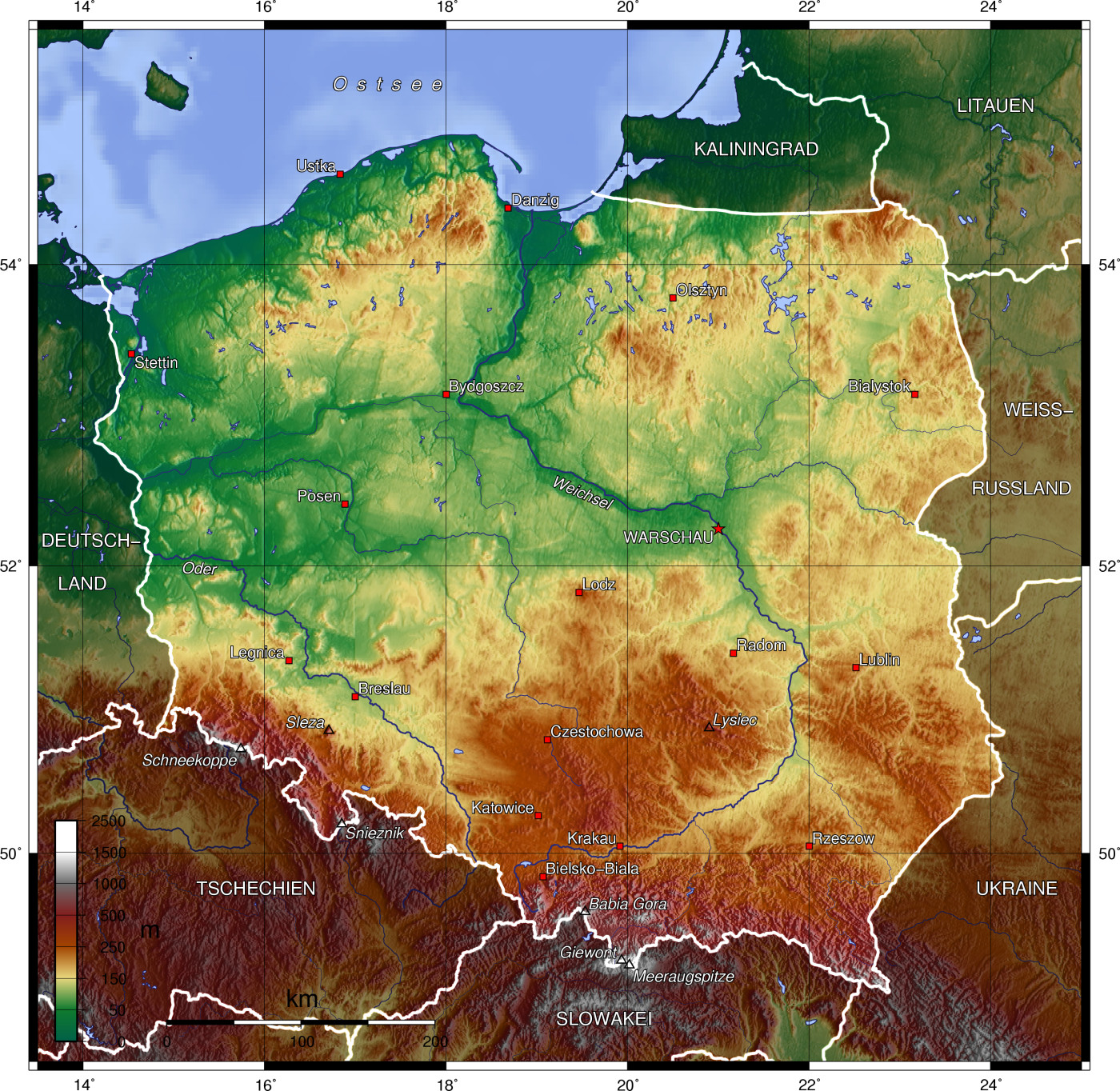
Lengyelország domborzati térképe

### Domborzat
Lengyelország nagy része síkság, az átlagos tengerszint feletti magasság 173 méter, ami csak helyenként emelkedik 300 méter fölé és aminek egy részét a korábbi eljegesedések formálták. Északról délre haladva első a Balti-tenger partvidékét jégkori, tengeri és folyami üledékek borítják, a partvonalat turzások, lagúnák tarkítják. Ettől délre húzódik a Lengyel-alföld ősfolyamvölgyekkel tagolt változatos tája, amelynek központi részén már idősebb, termékeny talajú morénavidékek találhatóak, amelyeket az utolsó, negyedidőszaki eljegesedés alakított ki – ez a két táj a Pomerániai- és Mazuri-tóhátság. Délebbre a korai eljegesedések üledékeiből álló, termékenyebb talajú síkságok terülnek el. Az óidőből származó Lengyel-középhegységhez, amely az ország belső részén található, termékeny, lösszel borított hátságok csatlakoznak. A hegyvidékek közé tartozik a déli határon a Szudéták (Sudety) (legmagasabb pontja a Śnieżka 1603 m – magyarul: „Havas-csúcs”) és a Kárpátok (Karpaty), melynek része a Tátra (Tatry), ahol Lengyelország legmagasabb pontja, a Tengerszem-csúcs (Rysy, 2499 m) emelkedik. Legmélyebb pontja Raczki Elblągskie falutól nyugatra található (1,8 m a tenger szintje alatt). Lengyelország területének közel egyötöde szántó és rét, több mint 28%-át pedig erdő borítja.

### Vízrajz

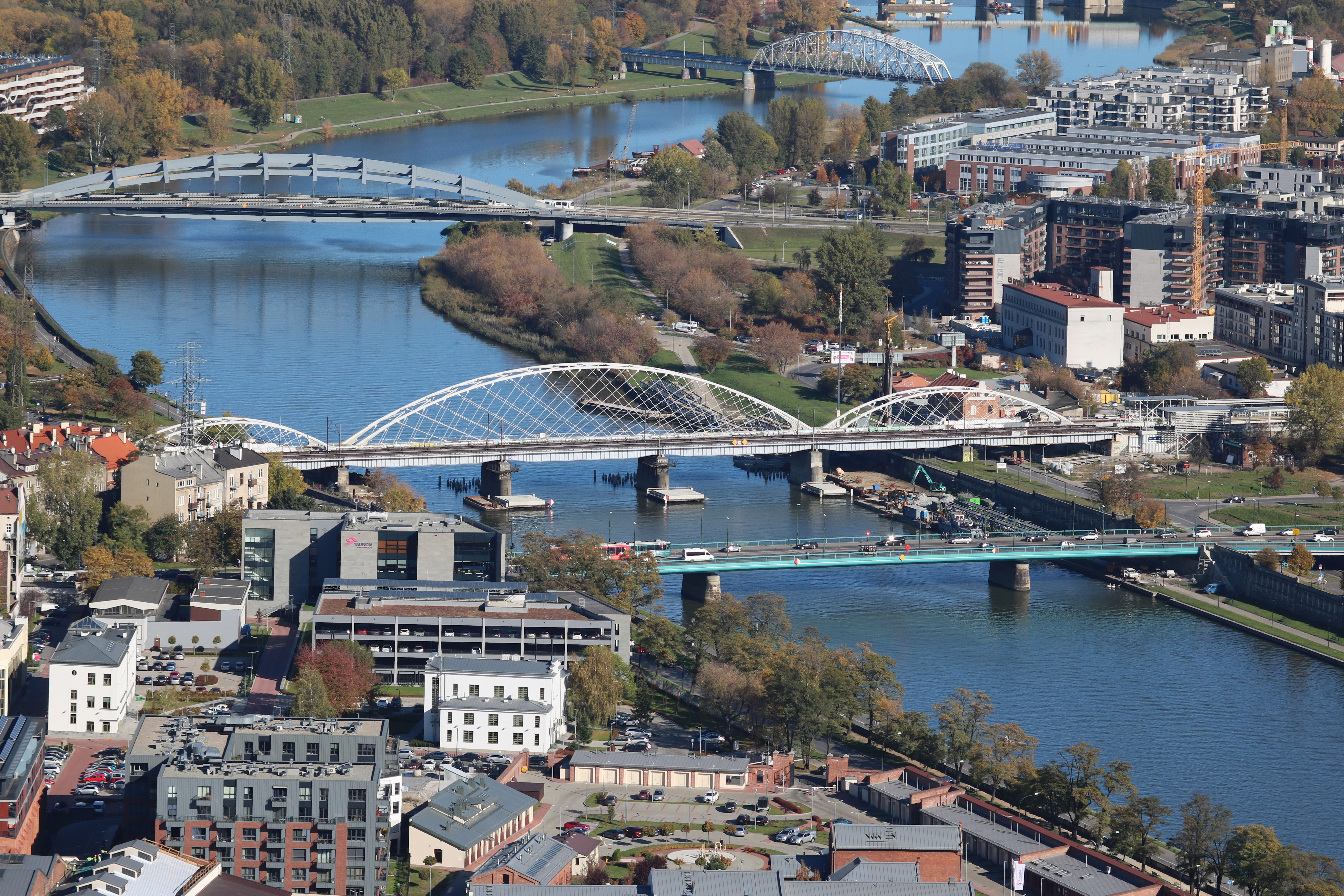
A Visztula

A legnagyobb folyók a Visztula (Wisła), az Odera (Odra) (a nyugati határfolyó), továbbá a Warta és a Bug. Lengyelországban összesen 9300 tó található, főként az ország északi részén. Európában egyedül csak Finnországban található több tó. A jég formálta Mazuri-tóhátság (Pojezierzie Mazurskie) a leglátogatottabb tóvidék az országban, vonzó turistacélpont. Őshonos erdők maradványai ma is láthatók. Krakkótól délre ered az Árva folyó, a történelmi Magyar Királyság és Lengyelország határfolyója, miáltal Lengyelország egy kis része a Duna vízgyűjtőjéhez is tartozik.

### Éghajlat

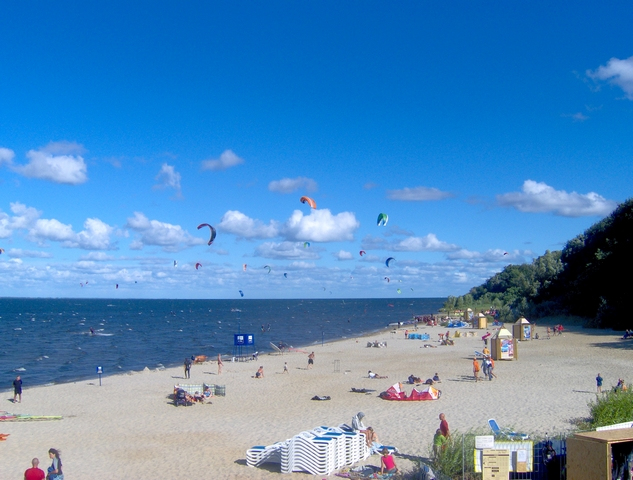
A Balti-tenger partján egy átlagos nyári napon a hőmérséklet 22 °C

Lengyelország éghajlata mérsékelt kontinentális, hideg, felhős, csapadékos. Az ország északi és nyugati részein óceáni éghajlat a jellemző, mely továbbhaladva délen és keleten kontinentálisra változik. A nyarak általában melegek 18 és 30 °C közötti hőmérséklet a jellemző, ami régiónként eltérő. A telek hidegek, 3 °C körüli az átlaghőmérséklet.
A legmelegebb régió Lengyelországban a délnyugati Alsó-Szilézia, ahol nyaranta 24 és 32 °C között váltakozik a hőmérséklet, de előfordult már, hogy ez a két érték kitolódott 34-ről 39 °C-ra a legmelegebb hónapokban, júliusban és augusztusban. A legmelegebb lengyel városok Tarnów és Wrocław. Az átlaghőmérséklet Wrocławban nyáron 20, télen pedig 0 °C. Tarnówban van a leghosszabb ideig nyár egész Lengyelországban, ami körülbelül 115 napig, május közepétől szeptember közepéig tart. Az ország leghidegebb régiója a fehérorosz határnál, északkeleten a Podlasiei vajdaság. A leghidegebb város általában Suwałki. Ebben a régióban az átlaghőmérséklet télen −6 és −4 °C között váltakozik, melyhez a hideg légtömegek Skandinávia és Szibéria felől érkeznek.

### Növény- és állatvilág

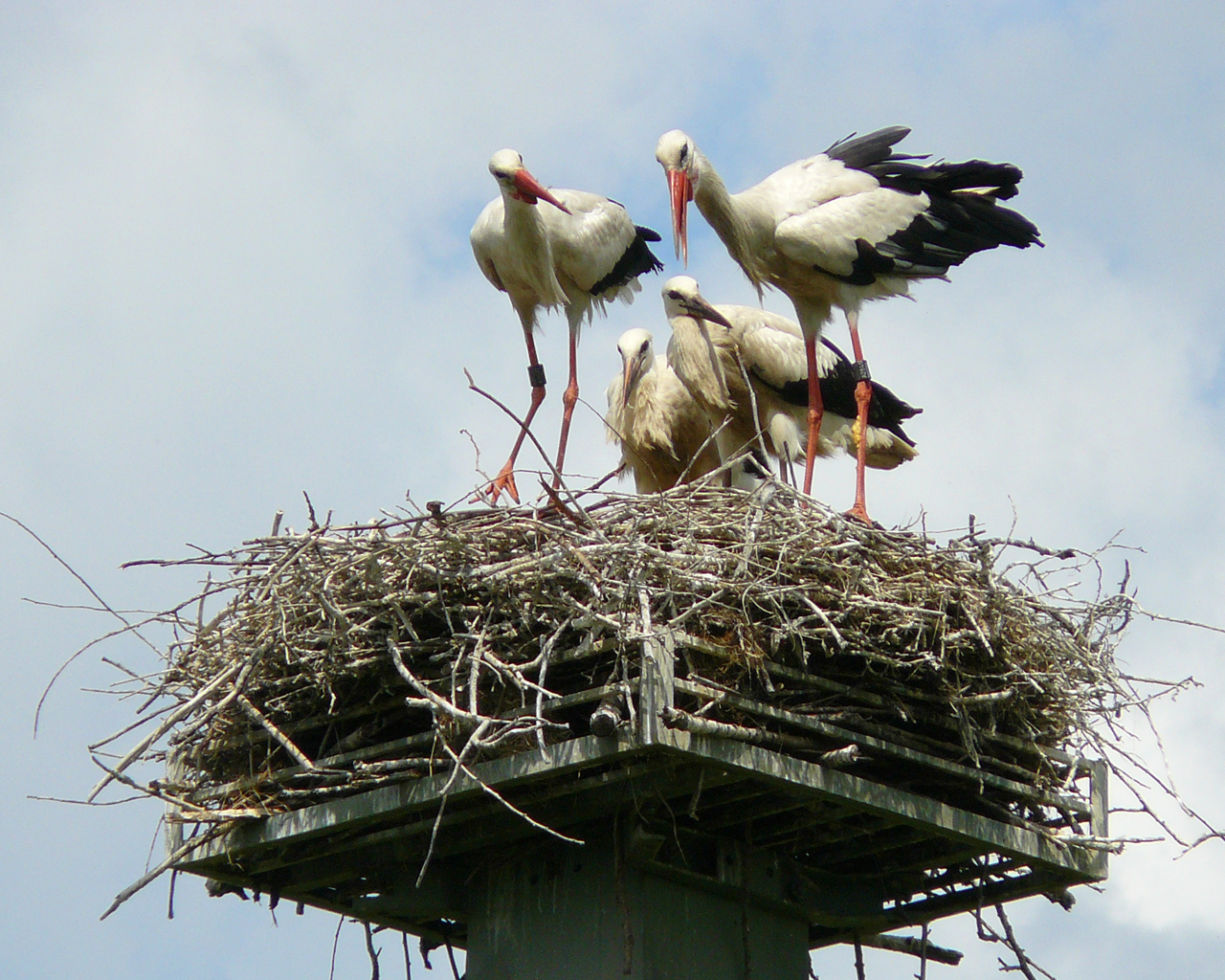
Egy fehér gólya család. Lengyelországban él a világ legnagyobb fehérgólya-populációja

A termesztett növények hasonlóak, mint Németországban, de a lengyel mezőgazdaság termelési színvonala alacsonyabb, és területenként is jelentős eltéréseket mutat.
A termesztett növények: zab, burgonya, takarmányrépa, árpa, sörárpa, komló, cukorrépa, búza.
Sok olyan állatfaj, ami már kihalt Európa más térségeiben, Lengyelországban még mindig honos. Ilyen például az európai bölény, amely megtalálható a białowieżai erdőben és a Podlasiei vajdaságban. Különleges állatnak számít még a Tátrában élő barna medve, a szürke farkas az eurázsiai hiúz, amely különböző erdőkben él, az eurázsiai hód és a Lengyelország északi részén található jávorszarvas.
Az erdőkben megtalálhatóak még további vadon élő állatok, így vaddisznó, őz, gímszarvas is. Kelet-Lengyelországban számtalan erdő van, melyek érintetlenül maradtak az évszázadok folyamán. A hegyekben szintén sok erdő található, főleg Mazúriában, Pomerániában, Lubusz földön és Alsó-Sziléziában.
Lengyelország az európai vándormadarak egyik legfontosabb élőhelye. Ennek oka a rengeteg tó, a természeti, illetve nemzeti parkok és a vizes élő és költőhelyek, mint például a Warta.

## Történelem

### Őstörténet
A történészek feltételezik, hogy a kései ókorban számos különböző etnikum élt a mai Lengyelország területén. Ezen népek pontos etnikumát és nyelvét hevesen vitatják; különösen heves vitákat vált ki a szláv népek eredete, itteni lakhelyük, vándorlásuk útvonala és időrendje.

### Piast-dinasztia
Lengyelország a 10. század közepén formálódott területi egységgé a Piast-dinasztia uralkodása alatt. A Piastok a polánok uralkodó nemzetsége volt, egyesítettek több nyugati szláv törzset – polánok, lendzianok, viszlyánok, mazurok, goplánok, pomeránok, mazóvok, szlezánok – amelyekből a lengyel nép formálódott.
Lengyelország első, írásos dokumentumokban említett uralkodója I. Mieszko volt, aki 966-ban megkeresztelkedett, a római katolicizmust államvallássá tette. A népesség is megkeresztelkedett a következő évszázadokban. A 12. században Lengyelország kisebb államokra esett szét. 1320-ban az újra egyesített Lengyelország királya I. Ulászló lett. Fiát, Nagy Kázmért szokás a legnagyobb lengyel királynak tekinteni.
Ebben az időben Lengyelország virágzott, a népek vándorlásának központja volt, és megkezdődött a zsidó közösség letelepedése. A fekete halál, amely Európa legnagyobb részére kihatott 1347 és 1351 között, nem érte el Lengyelországot.
De a Piast ház Nagy Kázmérral 1370-ben utód nélkül kihalt. A trónt a mi I. (Nagy) Lajos királyunk örökölte, aki ugyan csupán 12 évig uralkodott - a távolból régensekkel, de az akkori Lengyel királyság területét galíciai és lodomériai hódításaival kb.a duplájára növelte.
Az ő lánya volt (Boldog) Hedvig királynő, akit a lengyelek már életében szentként tiszteltek, s aki végül feleségül ment Jagello Ulászló litván nagyfejedelemhez, akit ugyancsak lengyel királlyá koronáztak, ami által perszonálúnióban egyesült a két - területileg addig sem jelentéktelen ország.

### Jagellók kora
A Jagellók idejében Lengyelország perszonálunióban állt szomszédjával, a Litván Nagyfejedelemséggel. 1410-ben a lengyel-litván hadsereg döntő vereséget mért a Német Lovagrendre a grünwaldi csatában. A harmincéves háború után a lovagrend állama Lengyelország vazallusa lett. A Jagellók idején virágzott a lengyel kultúra és gazdaság, olyan emberek éltek itt, mint Kopernikusz csillagász és Jan Kochanowski költő.

### Lengyelország 16. századi aranykora
Lengyelország aranykora a 16. században, az ország Litvániával való államközössége, a Lengyel–Litván Unió idején volt. Ez a lublini unióval jött létre. A Jagelló-dinasztia uralkodott ekkoriban. Annak kihaltakor Valois Henriket választották királlyá, aki 4 hónapi regnálás után bátyja, IX. Károly francia király meggyilkolása után trónutódlási lehetőségével élve a francia trónt választotta, III. Henrik néven. Ezt követően a lengyel rendek Báthory Istvánt hívták meg a trónra, akinek uralma alatt erős hatalom jött létre. Báthory hadjáratokat vezetett Rettegett Iván ellen, a lengyelek elfoglalták a korábban orosz kézen lévő litván területeket.
A lengyel nemesség, amely számbelileg messze nagyobb volt, mint bármely nyugat-európai ország nemessége, büszke volt ősi szabadságjogaira és parlamenti rendszerére. A liberum veto intézménye valóban egyedülálló dolog. Azt jelentette, hogy bármely nemes egyetlen ellenszavazata megakadályozta az országgyűlést (a szejmet) a határozathozatalban. Ez döntésképtelenségre vezetett, amelynek a későbbiekben súlyos következményei lettek: anarchikus viszonyok, majd a függetlenség elvesztése. 1586 után már érezhetően meggyengült a királyi hatalom.

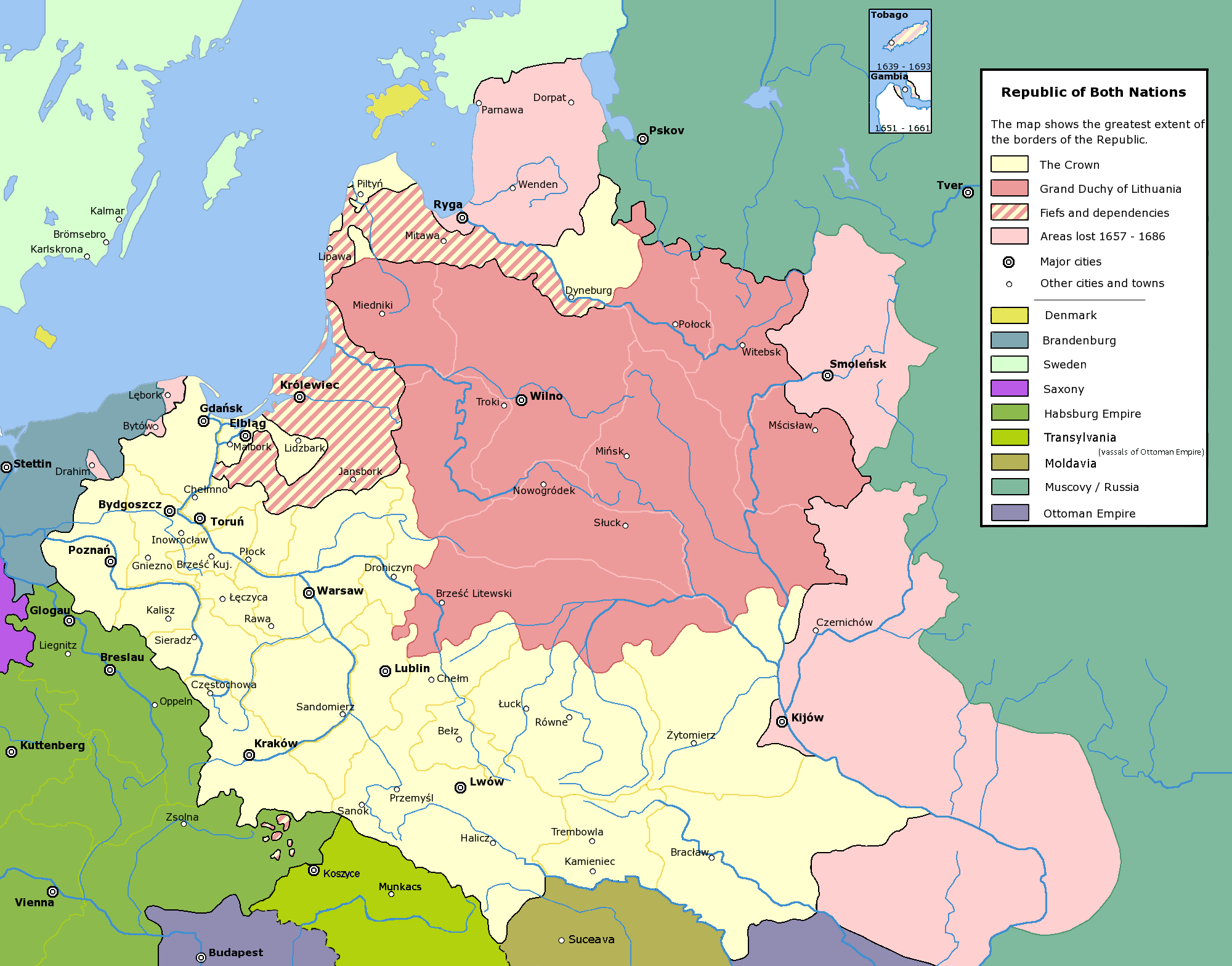
Területi változások a 17. század második felében

### 17–18. század
A 17. század közepén a Bohdan Hmelnickij vezette kozák felkelés zűrzavaros idejét az Tűzzel-vassal című regény örökítette meg. Ekkor a zaporizzsjai kozákok kiváltak Lengyelországból és Oroszországhoz csatlakoztak. Az ismétlődő svéd háborúk megterhelték a lengyel gazdaságot. Az ország meggyengülése az Oroszországtól való függőség növekedésével járt. A 18. század első felében Lengyelország már gyenge állam, anarchikus belső viszonyokkal. A felvilágosodás Lengyelországban a teljesen független politika és a néhai regionális hatalom visszaállításának igényét hozta, s az önálló államiság megszűnésének küszöbén képesek voltak jelentős intézményi reformokra. A nagy szejm (1788–1792) több más alapvető alkotmányos jogszabály mellett megalkotta Európa első modern, kartális alkotmányát, a Május 3-i Alkotmányt.
Lengyelországot szomszédai három alkalommal osztották fel. 1772-ben a szomszédai elvették az ország területének nagyobb részét, a megmaradt csonka ország reformokkal kísérletezett. 1793-ban megszűnt a független Lengyelország, felosztotta egymás között Oroszország, Poroszország és Ausztria. 1795-ben újraosztották egymás között a lengyel területeket.
Lásd részletesen: Lengyelország három felosztása

### 19. század
Lengyelország az egész 19. század folyamán függetlenségét vesztett, megszállt állam volt. A napóleoni háborúk alatt, 1807-ben létrehozták a Varsói Hercegséget. Ez nem a lengyel függetlenség ügyét, hanem francia érdekeket szolgált. Az 1815-ös bécsi kongresszuson kialakítottak egy Lengyel Királyságot, amelynek királya az orosz cár lett. Az úgynevezett Kongresszusi Lengyelországnak liberális alkotmánya volt, az Orosz Birodalom de facto annektálta az országot.
A novemberi (1830-31) és a januári felkelés (1863-64) során a lengyelek sikertelenül próbálták meg visszaszerezni államuk függetlenségét, ahogy az 1848-49-es magyar szabadságharcban, vagy az 1854-es krími háborúban sem sikerült előre vinni az ügyüket. Az ismétlődő felkeléseket leverték, megtorlásul a Lengyel Királyságot orosz tartománnyá süllyesztették. Az egyetlen szabad lengyel föld ekkoriban a szabadsághős tiszteletére emelt krakkói Kościuszko-halom volt egész Lengyelországban.
A szabadságharcok bukása után nagy számú lengyel menekült el az országból, létrehozva a nagy emigráció és más kolóniák politikai és kulturális közösségét a világban. Az emigráció szellemi és politikai vezetői között olyanok voltak, mint Adam Mickiewicz, Juliusz Słowacki, Chopin, Bem József, Dembinszky Henrik, továbbá Adam Jerzy Czartoryski herceg, Stanisław Worcell és Joachim Lelewel.
A 19. század vége felé már az oroszosítást kellett elszenvedniük a lengyeleknek. Ekkor az osztrák uralom alatt álló terület, a Galíciai Királyság és Krakkó vált a lengyel kultúra menhelyévé. A porosz, majd német kézen lévő területek részesedtek a Német Birodalom gazdasági fellendülésében, de ez együtt járt a lengyel nyelv használatának visszaszorulásával.

### 20. század

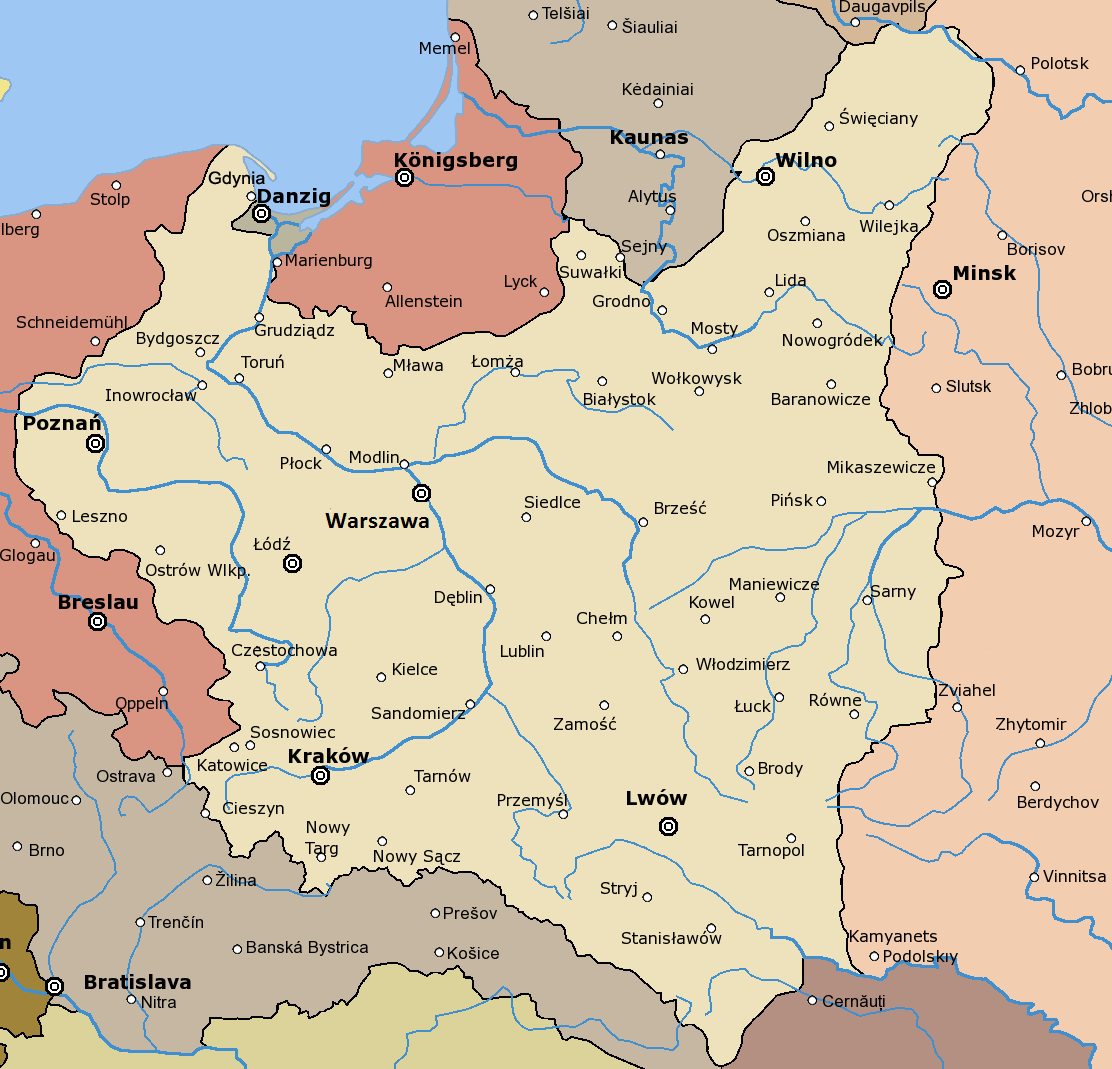
A második Lengyel Köztársaság (1919–1939)

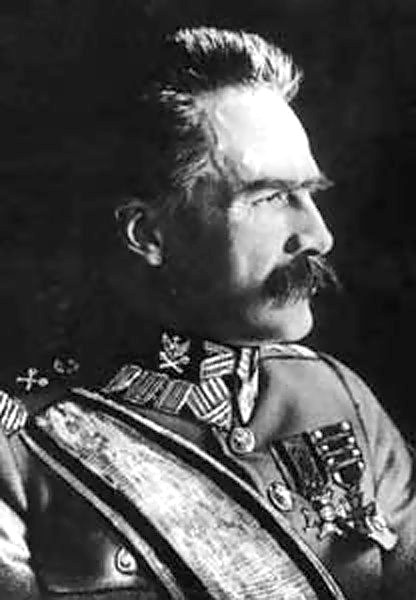
Józef Piłsudski tábornok

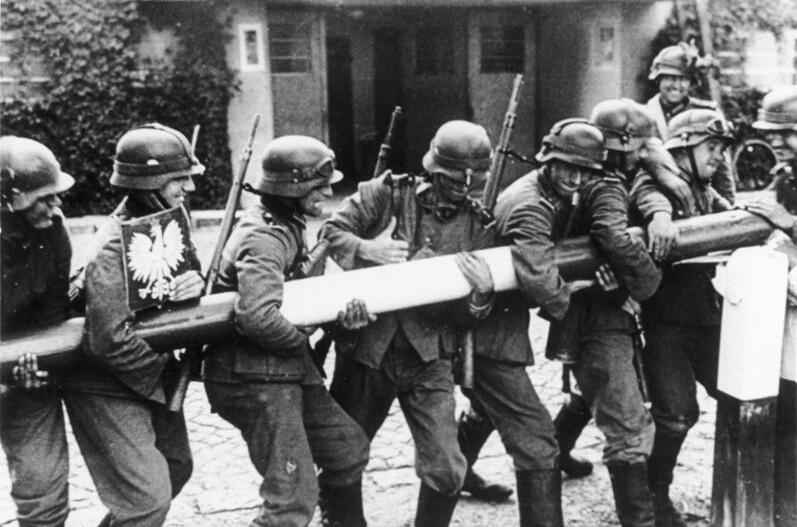
A második világháború kezdetét Németország Lengyelország elleni támadása jelentette 1939. szeptember elsején

A II. világháború után a szürke terület a Szovjetunió része lett, a rózsaszín terület pedig Németországtól Lengyelországhoz került

Az első világháború alatt az antant hatalmai megállapodtak abban, hogy Lengyelországot helyre kell állítani, de lényegében ezért semmit sem tettek, azt a lengyel hadsereg vívta ki, Tuhacsevszkij hadseregének legyőzésével.
Nem sokkal a német fegyverletétel után, 1918 novemberében, Lengyelország visszanyerte függetlenségét (második Lengyel Köztársaság), majd következett az 1919. évi lengyel–szovjet háború. Ezután az egymást követő lengyel kormányok általában nem töltötték ki idejüket, jellemzően egy éven belül megbuktak. Ezt elégelte meg a hadsereg és 1926-ban Józef Piłsudski, a függetlenségi harcok hőse, a vidéki kúriájához vonuló tisztek kérésére átvette a hatalmat és puccsot hajtott végre. Így alakult ki a szanációs rendszer. Ettől kezdve katonai diktátorok váltották egymást, egészen a második világháborúig.
A második világháború a Lengyelország ellen 1939. szeptember 1-jén indított német támadással kezdődött. Szeptember 17-én csatlakozott a németekhez Szovjetunió. A lengyel kormány sohasem ismerte el a két totalitárius diktatúra által elért győzelmet, és külföldről irányította tovább a harcot. Az elkövetkező hat év Lengyelországra rettenetes szenvedést hozott. A világháborúban részt vett valamennyi ország közül Lengyelország vesztette el polgárait a legnagyobb arányban: a hatmilliós veszteség felét zsidók tették ki. Varsó elestével nem szűnt meg a lengyelek németellenes harca. A különböző hazai partizánmozgalmak mellett a szövetségesek oldalán a negyedik legnagyobb katonai kontingenst állították ki: lengyel katonák harcoltak a Vörös Hadsereg, a brit és az amerikai hadsereg kötelékében. A magyar területre rendezetten visszavonuló lengyel csapatok ellátását (illetmény és egyéb járandóságok tekintetében) és a Balkánon keresztül külföldre távozását a magyar kormány a német nyomás miatt titokban, de hatékonyan segítette a Magyar–Lengyel Menekültügyi Bizottság közreműködésével. Ebben az időben egyedül Magyarországon működött lengyel gimnázium, a balatonboglári iskola által kiállított érettségit a lengyel állam elismerte.
A háború után Lengyelország területét nyugat felé tolták, a keleti határ a Curzon-vonal, míg nyugaton az Odera–Neisse határt alakították ki. Ezáltal Lengyelország területe mintegy 76 ezer négyzetkilométerrel, a háború előtti méretének 20%-ával csökkent. A határmódosítások emberek millióinak a vándorlását kényszerítették ki. Lengyelország ily módon, történetében először, egynemzetiségű országgá vált.
A Szovjetunió győzelme után, Közép-Európa más államaihoz hasonlóan, Lengyelországban is kommunista kormány alakult. 1948-ban a sztálinista fordulat a totalitárius korszak kezdetét hozta. 1956-ban a totalitárius rendszer kevésbé szigorú formát öltött. Sok ember kiszabadulhatott a börtönökből és az elnyomás mértéke látszólag enyhült, de továbbra is voltak feszültségek.
A munkások megmozdulásainak és tiltakozásainak hatására 1980-ban alakult meg a Szolidaritás Független Szakszervezet, amely néhány év alatt jelentős politikai erő lett. Nem roppant meg az 1981-ben ellene bevezetett hadiállapot idején sem. Komoly mértékben járult hozzá a Lengyel Egyesült Munkáspárt hatalmának aláásásához. 1989-ben megnyerte az első demokratikus választásokat, az elnöki székbe is a Szolidaritás jelöltje, Lech Wałęsa került.

### A rendszerváltás óta
A gazdasági életben alkalmazott sokkterápia az 1990-es évek elején lehetővé tette a lengyel gazdaság gyors átállását a piacgazdaságra. Lengyelország az egyik legdinamikusabban fejlődő rendszerváltó állammá vált. 1999-ben csatlakozott a NATO-hoz. A kormány hatásos kampánya is közrejátszott abban, hogy az EU-csatlakozásról 2003 júniusában tartott népszavazáson az igen volt többségben. Lengyelország 2004. május 1-jén csatlakozott az Európai Unióhoz.

## Államszervezet és közigazgatás

### Alkotmány, államforma
Az 1952-ben született alkotmányt 1989-ben módosították. 1997-ben végül népszavazás hagyta jóvá a jelenlegi alkotmányt. Ez tartalmazza a római katolikus egyház követeléseit, az élethez való jogot.

### Törvényhozás, végrehajtás, igazságszolgáltatás

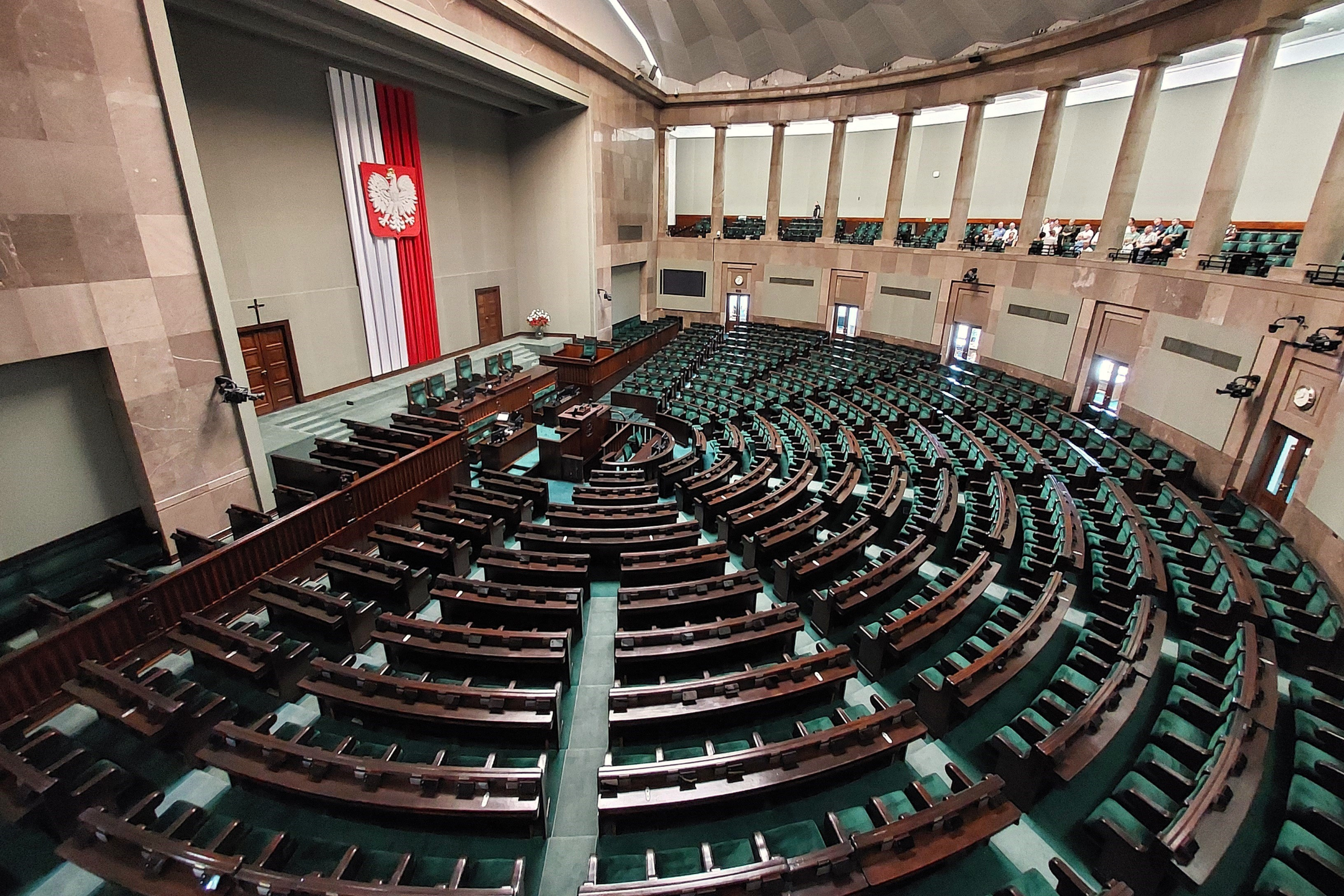
A Szejm üléstermének egy részlete

A lengyel állampolgárok választják négy évre a kétkamarás parlamentet (Zgromadzenie Narodowe, azaz nemzetgyűlés), amely a 460 tagú alsóházból (Sejm ejtsd: Szejm) és a 100 tagú Szenátusból (Senat, ejtsd: Szenat) áll. A jelenlegi, 1997. évi alkotmány szerint az 5%-ot meghaladó pártok képviselői kaphatnak mandátumot, kivéve a kisebbségi pártok részére garantált két helyet.
Az államfőt, azaz a köztársasági elnököt, általános választás keretében, öt évre választják.
A legfőbb közigazgatási szerv a Minisztertanács, amelyet a miniszterelnök irányít. A köztársasági elnök nevezi ki a minisztereket a miniszterelnök javaslatára. A miniszterelnököt tipikusan a parlament alsóházában (Szejm) többségi koalíció adja.
Az igazságszolgáltatás főbb intézményei: a Legfelsőbb Bíróság (Sąd Najwyższy), (bíráit a köztársasági elnök nevezi ki a Nemzeti Igazságszolgáltatási Tanács javaslatára, határozatlan tartamra) és az Alkotmánybíróság (Trybunał Konstytucyjny) (bíráit a Szejm választja 9 év időtartamra).
A Szejm (a Szenátus jóváhagyásával) nevezi ki az Ombudsmant, vagy más szóval az Állampolgári jogok biztosát (Rzecznik Praw Obywatelskich) ötéves időtartamra.

### Közigazgatási beosztás
Lengyelország közigazgatási beosztása az 1999-ben életbe lépett reform óta háromszintű. A legfelső szinten 16 vajdaság (województwo) áll, ezek összesen 379 járásra (powiat) oszlanak, az alsó szinten pedig 2478 község található (gmina) (2008 elején). A vajdaság területi (regionális), a járás és a község pedig helyi önkormányzat, az önkormányzati jogokat közvetlenül választott tanácsok és egyéb tisztségviselők gyakorolják.
A 16 vajdaság (NUTS 2 szint) a következő:
| Térkép- kód | Vajdaságok                             | Székhely/Székhelyek                | Térképen | Térkép- kód                           | Vajdaságok       | Székhely/Székhelyek |
| ----------- | -------------------------------------- | ---------------------------------- | -------- | ------------------------------------- | ---------------- | ------------------- |
| WP          | Nagy-Lengyelország (Wielkopolskie)     | Poznań                             |          | OP                                    | Opole (Opolskie) | Opole               |
| KP          | Kujávia-Pomeránia (Kujawsko-Pomorskie) | Bydgoszcz / Toruń                  | PD       | Podlaskie (Podlaskie)                 | Białystok        |                     |
| MA          | Kis-Lengyelország (Małopolskie)        | Krakkó                             | PM       | Pomeránia (Pomorskie)                 | Gdańsk           |                     |
| LD          | Łódź (Łódzkie)                         | Łódź                               | SL       | Szilézia (Śląskie)                    | Katowice         |                     |
| DS          | Alsó-Szilézia (Dolnośląskie)           | Wrocław                            | PK       | Kárpátalja (Podkarpackie)             | Rzeszów          |                     |
| LU          | Lublin (Lubelskie)                     | Lublin                             | SW       | Szentkereszt (Świętokrzyskie)         | Kielce           |                     |
| LB          | Lubus (Lubuskie)                       | Gorzów Wielkopolski / Zielona Góra | WM       | Varmia-Mazúria (Warmińsko-Mazurskie)  | Olsztyn          |                     |
| MZ          | Mazóvia (Mazowieckie)                  | Varsó                              | ZP       | Nyugat-Pomeránia (Zachodniopomorskie) | Szczecin         |                     |

A 379 járás közül 66 járási jogú város (vagy városi járás; miasto na prawach powiatów vagy powiat grodzki) (NUTS 3 szint). Ezek egy-egy városból állnak és egyidejűleg járásnak és községnek is számítanak. A 314 vidéki járáshoz (powiat ziemski) tartozik 2413 község, a 66 járási jogú városon kívül valamennyi.
A 2478 község (gmina) több típusba sorolható.
- A 65 járási jogú város, melyek egyetlen városból állnak és egyszerre járásnak és községnek is számítanak.
- A vidéki járásokhoz tartozó községek (összesen 2413) három típusba sorolhatók:
  - 242 városi község (gmina miejska), melyek egyetlen városból állnak,
  - 585 városi-falusi község (gmina miejsko-wiejska), melyek egy városból és egy vagy több faluból állnak és székhelyük ritka kivételektől eltekintve a hozzájuk tartozó városban van,
  - 1586 falusi község (gmina wiejska), melyek egy vagy több faluból állnak, és székhelyük lehet valamely faluban vagy egy szomszédos, de a területükhöz nem tartozó városban.

### Védelmi rendszer

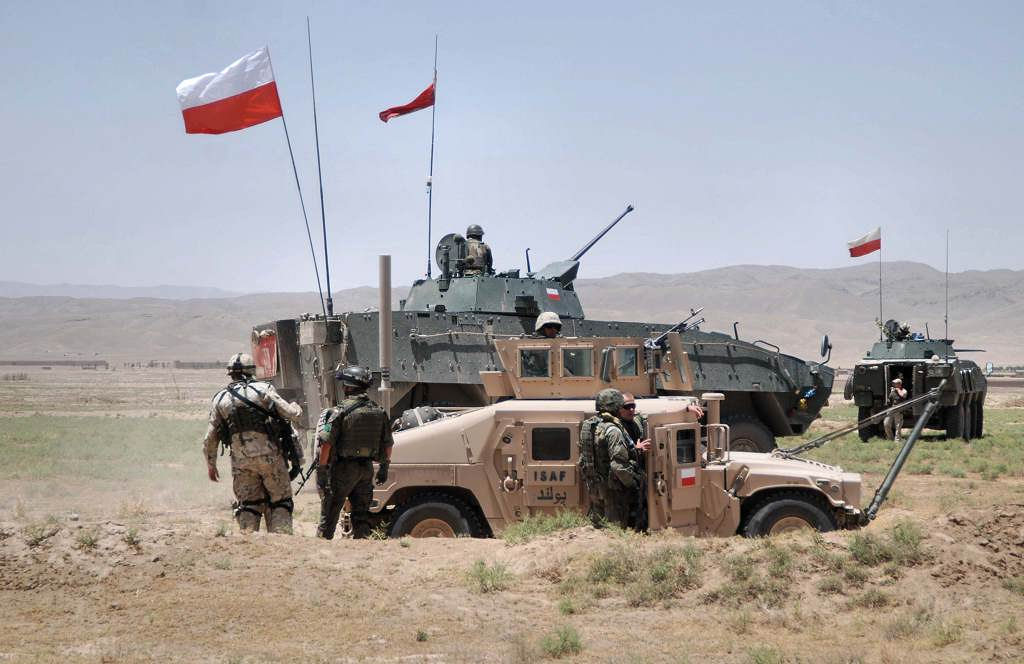
A lengyel hadsereg járművei és katonái járőröznek Afganisztánban

A Lengyel Köztársaság Fegyveres Erői (Siły Zbrojne Rzeczypospolitej Polskiej) négy haderőnemből állnak: a szárazföldi erőkből (Wojska Lądowe), a légierőből (Siły Powietrzne), a haditengerészetből (Marynarka Wojenna) és a speciális erőkből (Wojska Specjalne). Feladatuk Lengyelország védelme külső támadással szemben, valamint a NATO-val való együttműködés. Jelenleg 65 000 fő körül van az aktív állomány.
A lengyel haditengerészet rendelkezik az egyik legnagyobb haderővel a Balti-tengeren, ahol vízrajzi méréseket és kutatásokat végeznek.

## Népesség

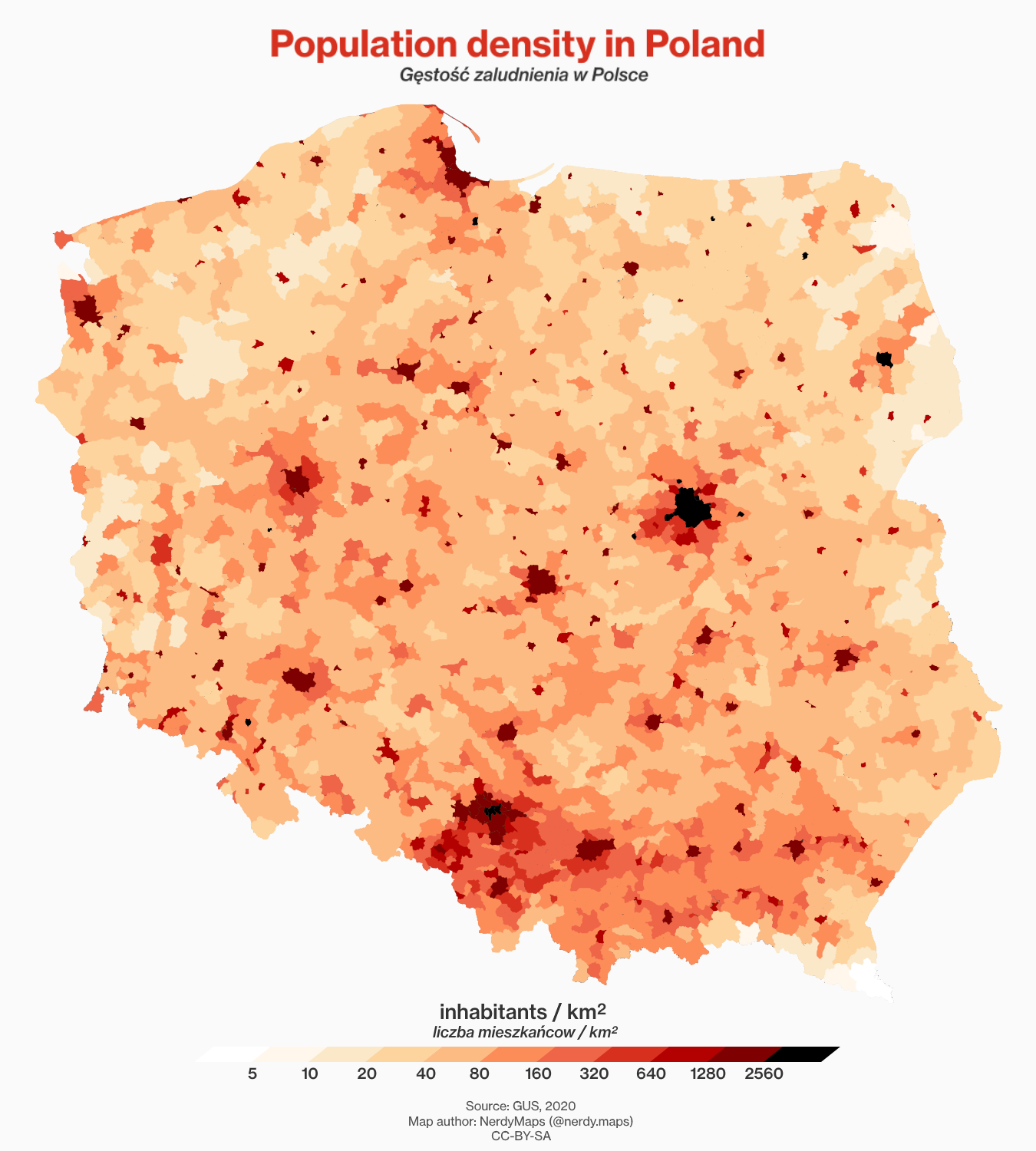
Lengyelország népsűrűsége 2020-ban

Lengyelország 38 496 000 lakosával a nyolcadik legnépesebb állam Európában és ötödik az Európai Unión belül. A népsűrűség: 122 fő/km². A születéskor várható élettartam: férfiak esetében 71,65 év a nőkében pedig 79,85 év. A 0–14 éves korig terjedő lakosság: 15,2%, a 15-64 éves korig terjedő lakosság: 71,4%, a 65-X éves korig terjedő lakosság: 13,4%, ennek következtében a népességnövekedés: -0,045%.
A történelem során rengeteg nyelv, kultúra és vallás találkozott és ezek nyomai mai napig is megtalálhatóak az országban. Sok zsidó élt Lengyelországban a második világháború előtt, amikor a holokauszt következtében nagy részüket kivégezték. A számuk 3 millió körül volt, azonban a háború után ez lecsökkent mindössze 300 ezerre. A Curzon vonal illetve az Odera-Neisse határ megállapítása előtti időszakban több millió német, ukrán és fehérorosz került lengyel földre.
Az elmúlt években Lengyelország lakossága jelentősen csökkent az elvándorlások következtében. Leginkább Németország, továbbá az Egyesült Királyság és Írország volt a célállomás. Egyes felmérések szerint 2004 óta több mint kétmillió lengyel hagyta el az országot a jobb megélhetés reményében.

### Népességének változása
| Lakosok száma | 27 471 184 | 32 600 000 | 25 008 000 | 29 776 000 | 32 642 000 | 36 062 000 | 38 309 000 | 38 632 000 | 38 533 299 | 37 563 071 |
|               | 1922       | 1933       | 1950       | 1960       | 1970       | 1981       | 1991       | 2001       | 2012       | 2024       |

### Etnikai megoszlás
Az 1921-ben megtartott népszámlálás adatai szerint a lakosságának megoszlása a következő képen alakult: lengyel 68%, ukrán 17,3%, belorusz 3,9%, német 3,6%, zsidó 7,2%.
A 2002-es népszámlálás alapján 36 983 700 ember – a lakosság 96,74%-a – vallotta magát lengyelnek, miközben 471 500-an (1,23%) más nemzetiségűnek is tartják magukat és 774 900 fő (2,03%) nem nyilatkozott ezzel kapcsolatban.
Lengyelország legnagyobb etnikai csoportjai a következők: Sziléziaiak (173 153), németek (152 897, 92%-uk az Opolei és a Sziléziai vajdaságban él.), fehéroroszok (49 000), ukránok (30 000), litvánok, oroszok, romák, zsidók, lemkók, szlovákok, csehek, lipekek. A külföldi állampolgárok közül a vietnámiak számítanak a legnagyobb csoportnak, őket követik a görögök és az örmények.
Törpe kisebbségek az országon belül a keleti szláv ukránok és ruszinok mindössze egy százalékot tesznek ki. Egy százalék alatti kisebbségek a fehéroroszok, a sziléziai németek, a csehek, a litvánok, a cigányok, az örmények, a tatárok, a kasubok.

### Nyelvi megoszlás
A lengyel nyelv a nyugati szláv nyelvek családjához tartozik, mely Lengyelország és az Európai Unió egyik hivatalos nyelve. Sokáig az orosz nyelvet tanulták második első számú idegen nyelvként, amit mára már felváltott az angol és a német. A Wilamowicei nyelv kihalóban van.

### Vallási megoszlás
A lengyelek döntő többsége római katolikus, de élnek az országban görögkeletiek is.
Az iszlám vallású tatárok elsősorban Bohoniki és Kruszyniany községekben élnek.

### A legnépesebb települések
Lásd még: Lengyelország városai

### Szociális rendszer
A lengyel egészségügyi rendszer alapja egy úgynevezett általános biztosítási rendszer. Lengyelország 1999-ben hozott létre egy új finanszírozási és szervezeti rendszert egy általános betegbiztosítás alapján, amiben ma a lengyelek közel 100 százaléka biztosított.

## Gazdaság

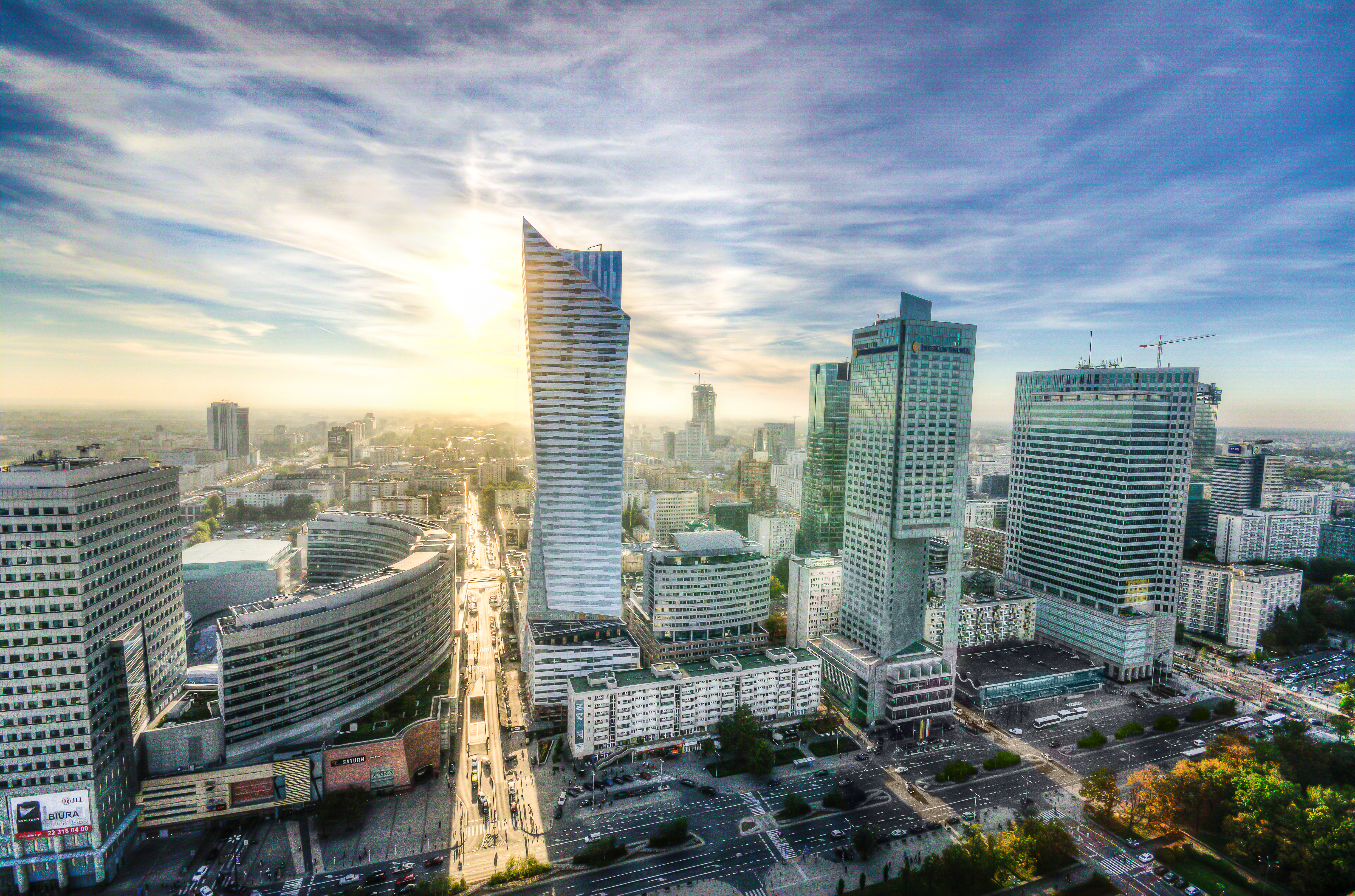
A pénzügyi központ Varsóban

Lengyelországban a szocialista rendszerben is magánkézben maradt a földek nagy része. Többnyire néhány hektáros, alig gépesített, elmaradott kisparaszti gazdaságokban termelnek, ahol ilyen körülmények között nagyon alacsony termésátlagokat érnek el.
A hűvösebb, északi területeken rozst, takarmánynövényeket és burgonyát termesztenek. A lentermesztés hagyományai a történelmi múltba nyúlnak vissza. A tejtermelő szarvasmarha tartása a rét- és legelőgazdálkodáson alapul.
Az ország megművelt területeinek háromnegyed része szántóföld. A talajfajtáknak közepes a minősége. A kisparaszti gazdaságok általában korszerűtlenek. Az utóbbi a nyugati területeken bérleti alapon nyugvó farmergazdaságok létesültek. A hajdan fontos élelmiszer-exportáló ország mezőgazdasági termékekből évtizedek óta behozatalra szorul. A mezőgazdaság fejlődését a feldolgozóipar elmaradottsága is nehezíti. A műtrágyagyártás nem fedezi a szükségleteket, és a gépgyártás sem támogatja eléggé a termelést. A legnagyobb gond azonban a tőkehiány. A lengyel mezőgazdaság jövője attól függ, hogyan tud megfelelni az uniós elvárásoknak.
Lengyelország gazdasága átmeneti helyet foglal el Európa fejlettebb, és elmaradottabb régiói között. Ipara jelentős, de termékei a nyugati piacokon csak részben versenyképesek. Földrajzi helyzete miatt jelentős tranzitország lehetne, de közlekedési hálózata nem elég korszerű.
Iparát ma is nagy területi eltérések jellemzik.
- A nagyvárosok, és környékük a legjelentősebb térségek. A jó megközelíthetőség, a szakképzett munkaerő, az átalakuló iparszerkezet, a fejlődő szolgáltatások vonzzák a külföldi tőkét.
- A nyugati területek előnyösen használják ki Németországhoz közeli fekvésüket. Főleg ide áramlik a német befektetők pénze.
- A hagyományos ipari térségek gazdaságtalan nehézipari ágazataikkal, súlyosan károsodott környezetükkel komoly, megoldásra váró feladatokat rónak az országra.
- Az elmaradott térségek az ország északkeleti területei. Itt főleg a kisbirtokon alapuló mezőgazdaság jellemző, fejletlen infrastruktúrával (kivételt képeznek a nagy kikötővárosok).

| ország / év   | 2019   | 2020   | 2021   | 2022   | 2023   | 2024   |
| ------------- | ------ | ------ | ------ | ------ | ------ | ------ |
| Lengyelország | 15,869 | 15,963 | 18,592 | 18,860 | 22,031 | 24,810 |
| Magyarország  | 17,003 | 16,356 | 18,991 | 18,556 | 22,302 | 23,272 |

Az ország ásványkincs-vagyona jelentős. Legfontosabb a Felső-Sziléziában található feketekőszén. Kitermelésben a világ élvonalában van és kivitelre is jut belőle. Barnakőszén a délnyugati területeken található. A villamos áramot a lelőhelyeken épült hőerőművekben állítják elő. Szénhidrogéneket, vasércet külföldről vásárol az ország. Színesfémércekből, kénből és kősóból exportál is.
Kohászata, bár hanyatlik, így is meghatározó súlyú, és Felső-Sziléziában tömörül. Központjai: Krakkó és Katowice.
Az ipar legfontosabb ágazata a gépgyártás. Sokoldalú, de elszórtan található az országban. A nehézgépgyártás – nyersanyagigénye miatt – a kohászati központokba, a műszer-, elektronikai és járműipar Varsóban, a hajógyártás a nagy kikötővárosokba jelentős.
A vegyipar hazai nyersanyagai a kőszén, a kősó és a kén. A legtöbb üzem az Oroszországból érkező kőolajvezetékek és folyók mellé települt.
A textilipar nagy hagyományokkal rendelkező könnyűipari ágazat. Szinte az ország minden részén megtalálható.

### Külkereskedelem
Lengyelország 2022-ben a világ 24. legnagyobb exportőre, és 18. legnagyobb importőre volt. 2022-ben Lengyelország 346 milliárd $ értékben exportált és 382 milliárd $ értékben importált, 36 milliárd $ hiánnyal. Az ország külkereskedelme Európa központú.
A lengyel exporttermékek legjelentősebb területei a gépipar, közlekedésipar és a fémipar. A legjelentősebb kiviteli termékek a gépjármű alkatrészek és tartozékok, akkumulátorok, valamint a számítógépek. Lengyelország legjelentősebb exportországa Németország, ahova a teljes exportállomány több mint az egynegyede (26,9%) érkezik. 2017 és 2022 között, az export termékek közül az akkumulátorok, valamint a gépjármű alkatrészek és tartozékok kivitele nőtt a legnagyobb mértékben, míg a legnagyobb visszaesést a gépjárművek, valamint a személy- és teherhajók szenvedték el. Az exportországok közül 2017 és 2022 között Németország és Csehország aránya nőtt a legnagyobbat, míg a legnagyobb visszaesést Oroszország és Szaúd-Arábia szenvedte el.
A lengyel importtermékek legjelentősebb területei a gépipar, fémipar és az ásványi termékek. A legjelentősebb behozatali termékek a nyers kőolaj, gépjárművek, valamint a gépjármű alkatrészek és tartozékok. Lengyelország legjelentősebb importországa Németország, ahonnan a teljes importállomány közel egynegyede (23,3%) érkezik. 2017 és 2022 között, az import termékek közül a finomított- és a nyers kőolaj behozatala nőtt a legnagyobb mértékben, míg a legnagyobb visszaesést a műsorszóró berendezések és a légi járművek szenvedték el. Az importországok közül 2017 és 2022 között Németország és Kína aránya nőtt a legnagyobbat, míg a legnagyobb visszaesést a kisebb ázsiai államok szenvedték el.

#### Termékek
Az ország tíz legnagyobb export- és importterméke a következő volt 2022-ben: 
|     | Legnagyobb exporttermékek          | Legnagyobb exporttermékek | Legnagyobb importtermékek          | Legnagyobb importtermékek |
| --- | ---------------------------------- | ------------------------- | ---------------------------------- | ------------------------- |
|     | Termék                             | Arány                     | Termék                             | Arány                     |
| 1.  | Gépjármű alkatrészek és tartozékok | 4,4%                      | Nyers kőolaj                       | 4,3%                      |
| 2.  | Akkumulátorok                      | 2,8%                      | Gépjárművek                        | 3,5%                      |
| 3.  | Számítógépek                       | 2%                        | Gépjármű alkatrészek és tartozékok | 2,7%                      |
| 4.  | Ülőalkalmatosságok                 | 1,9%                      | Finomított kőolaj                  | 2,3%                      |
| 5.  | Bútorok                            | 1,9%                      | Műsorszóró berendezések            | 1,8%                      |
| 6.  | Televíziók és monitorok            | 1,7%                      | Gyógyszerek                        | 1,6%                      |
| 7.  | Gépjárművek                        | 1,6%                      | Irodai gép alkatrészek             | 1,4%                      |
| 8.  | Teherautók                         | 1,3%                      | Szén brikettek                     | 1,2%                      |
| 9.  | Baromfihús                         | 1,3%                      | Földgáz                            | 1,1%                      |
| 10. | Szigetelt vezetékek                | 1,2%                      | Számítógépek                       | 1%                        |

#### Országok
A fő országok, amelyekbe Lengyelország exportált és amelyekből importált termékeket 2022-ben: 
|     | Legnagyobb exportországok | Legnagyobb exportországok                                                                   | Legnagyobb exportországok | Legnagyobb importországok | Legnagyobb importországok                                                       | Legnagyobb importországok |
| --- | ------------------------- | ------------------------------------------------------------------------------------------- | ------------------------- | ------------------------- | ------------------------------------------------------------------------------- | ------------------------- |
|     | Ország                    | Termék                                                                                      | Arány                     | Ország                    | Termék                                                                          | Arány                     |
| 1.  | Németország               | Gépjármű alkatrészek és tartozékok, akkumulátorok, Bútorok...stb.                           | 26,9%                     | Németország               | Gépjármű alkatrészek és tartozékok, gépjárművek, finomított kőolaj...stb.       | 23,3%                     |
| 2.  | Csehország                | Gépjármű alkatrészek és tartozékok, villamosenergia, szén brikettek...stb.                  | 6,5%                      | Kína                      | Műsorszóró berendezések, irodai gépalkatrészek, akkumulátorok...stb.            | 11,5%                     |
| 3.  | Franciaország             | Gépjármű alkatrészek és tartozékok, akkumulátorok, számítógépek...stb.                      | 5,7%                      | Olaszország               | Platina, gépjármű alkatrészek és tartozékok, gyógyászati alapanyagok...stb.     | 5,2%                      |
| 4.  | Egyesült Királyság        | Számítógépek, televíziók és monitorok, gépjármű alkatrészek és tartozékok...stb.            | 5%                        | Hollandia                 | Finomított kőolaj, traktorok, integrált áramkörök...stb.                        | 4,9%                      |
| 5.  | Hollandia                 | Számítógépek, ülőalkalmatosságok, irodai gép alkatrészek...stb.                             | 4,7%                      | Csehország                | Gépjárművek, műsorszóró berendezések, gépjármű alkatrészek és tartozékok...stb. | 4,2%                      |
| 6.  | Olaszország               | Gépjárművek, gépjármű alkatrészek és tartozékok, televíziók és monitorok...stb.             | 4,6%                      | Franciaország             | Gépjárművek, gyógyszerek, gépjármű alkatrészek és tartozékok...stb.             | 3,7%                      |
| 7.  | USA                       | Gázturbinák, ortopédiai eszközök, akkumulátorok...stb.                                      | 3,1%                      | Oroszország               | Nyers kőolaj, Finomított kőolaj, földgáz...stb.                                 | 3,2%                      |
| 8.  | Szlovákia                 | Villamosenergia, Gépjárművek, gépjármű alkatrészek és tartozékok, ülőalkalmatosságok...stb. | 2,9%                      | USA                       | Földgáz, gázturbinák, nyers kőolaj...stb.                                       | 3,1%                      |
| 9.  | Svédország                | Műsorszóró berendezések, gépjármű alkatrészek és tartozékok, bútorok...stb.                 | 2,6%                      | Belgium                   | Gépjárművek, disznóhús, gyógyászati alapanyagok...stb.                          | 2,5%                      |
| 10. | Ukrajna                   | Finomított kőolaj, lőfegyverek, gépjárművek...stb.                                          | 2,6%                      | Spanyolország             | Gépjárművek, gépjármű alkatrészek és tartozékok, női öltönyök...stb.            | 2,3%                      |

## Idegenforgalom
Fő kulturális látnivalókː Krakkó, Varsó, Gdańsk, Auschwitz-Birkenau Állami Múzeum.
Természeti látnivalók: Balti-tenger, Szczecini-öböl, Odera, Warta, Visztula, Dunajec, Brda, Mazuri-tóhátság, Tátra, Pieninek, Besszádok (Besszádoki Nemzeti Park), Görbe erdő.

## Közlekedés
Lengyelországnak fejlett a közúti, vízi és vasúti infrastruktúrája.

### Közút
Az autóutak / autópályák teljes hossza 364 656 km. 2000-ben 9 283 000 személygépkocsi, valamint 1 762 000 tehergépkocsi és autóbusz szerepelt a nyilvántartásokban.

### Vasút
A vasutak teljes hossza 23 420 km.

### Légi
Az országban 8 nagyobb és 122 kisebb repülőtér van, valamint 3 heliport.

### Vízi
A hajózható folyók és csatornák teljes hossza 3812 km.
Lengyelország kereskedelmi flottája 114 hajóból áll és további 100 hajó szerepel más országok hajólajstromaiban.
Legnagyobb kikötői: Gdańsk, Gdynia, Szczecin, Świnoujście, Police, Kołobrzeg, Ustka.

## Telekommunikáció
| Hívójel prefix | SN-SR, HF, 3Z |
| ITU zóna       | 28            |
| CQ zóna        | 15            |

## Kultúra

### Oktatási rendszere
A lengyel társadalom oktatása már a XII. században kezdetét vette, és hamarosan Lengyelország az egyik legképzettebb ország lett Európában. A Jagelló egyetemet III. Kázmér alapította 1364-ben Krakkóban. Ez volt Lengyelország legelső egyeteme és az egyik legrégebbi felsőoktatási intézménynek számít Európában. 1773-ban II. Szaniszló Ágost létrehozta a Nemzeti oktatási bizottságot, ami a világ első állami oktatási minisztériuma volt.
A 2009-es lengyel oktatásügyi törvények értelmében a gyerekek a 0. osztályt (óvoda) 5 vagy 6 évesen, az alapfokú oktatás 1. osztályát pedig 6 vagy 7 évesen kezdhetik el. A 6. osztály végén, amikor a diákok 13 évesek kötelező vizsgát tesznek, ezáltal eldől, hogy melyik alsó középfokú oktatási intézménybe kerülnek. Ebben az iskolában három évig tanulnak és elvégzik a 7., 8. és 9. osztályt. Ezután újabb kötelező vizsgát tesznek, amely meghatározza a felső középfokú iskolába fognak kerülni. Van több alternatíva, a leggyakoribb, hogy három év liceum vagy négy év technikum következik. Mindkét képzés végén érettségi vizsgát tesznek. A sikeres érettségi vizsgát követően bekerülhetnek a felsőoktatásba, ahol három ciklusban is részt vehetnek. Az első az úgynevezett licencjat vagy inżynier (a lengyel bolognai folyamat első ciklusa), ez követi a magister, azaz mesterképzés és végül a doktori.
Jelenleg 18 akkreditált hagyományos egyetem, 20 műszaki, 9 független orvosi és 5 közgazdasági egyetem van Lengyelországban. Továbbá ezen intézmények mellett 9 mezőgazdasági akadémia, 3 pedagógiai egyetem, teológiai akadémia és 3 tengeri szolgálatú egyetem is megtalálható.
A PISA (Programme for International Student Assessment, azaz „a nemzetközi tanulói teljesítménymérés programja”) – melyet az OECD irányít – mérései szerint a lengyel oktatási rendszer a 23. legjobb a világon.

### Építészet
A lengyel építészet rendkívül sokszínű és változatos. Az adott kornak megfelelő európai építészstílusjegyek mind a mai napig megtalálhatóak. Az Szent András templom Krakkóban román stílusban épült. A gdański Szűz Mária-templom a legnagyobb téglából épült templom a világon, egyben az egyik legnagyobb gótikus téglaépítmény. Gazdagon díszített attikák és árkádok jellemzik a lengyel reneszánszt, melyre jó példa a poznańi városháza. Egy ideig a kései reneszánszt úgynevezett modorosság jellemezte és ezzel párhuzamosan megjelentek a korai barokk jegyek.
A történelem azonban nem volt kegyes a lengyelországi építészeti emlékekkel. Ettől függetlenül számos ősi épület megmaradt; várak, gyakran egyedi, regionális vagy európai kontextusban. A megrongálódott építmények közül néhányat már gondosan felújítottak, mint például a Wawel palotát. A második világháborúban megsemmisült varsói óvárost, a királyi palotát és Gdańsk óvárost szintén helyreállították.
Gdańsk épületei többnyire a Balti-tenger partján és Közép-Európa északi részén megtalálható hanza kereskedői városok gótikus stílusban épült jegyeit viselik magukon. Wrocław épületei a német építészetről árulkodnak, mivel volt idő, hogy a város Németország része volt. Lengyelország ősi fővárosa Krakkó a legismertebb a legjobb állapotban fennmaradt gótikus és reneszánsz épületeiről.
A 17. század második felében megjelent a barokk építészet. Oldalsó tornyok jellemzik a tipikus lengyel barokkot. A klasszikus sziléziai barokk képviselője a Wrocławi Egyetem. Bőséges díszítéseivel a Branicki palota a 18. század eleji rokokó stílusjegyeit hordozza magán. A lengyel klasszicizmus központja Varsó volt az utolsó lengyel király II. Szaniszló Ágost uralkodása alatt. A Łazienki palota a leginkább figyelemre méltó példája a lengyel klasszicista építészetnek. A Lublini kastély az egyik jeles képviselője a neogótikus építészeti stílusnak, az eklektikára pedig legjobb példa a łódźi Izrael Poznański-palota.
Modern épületek például a Varsói Egyetem Könyvtár, Kopernikusz Tudományos Központ (Varsó), Nemzeti Stadion (Varsó), Kongresszusi Központ ICE Krakkó, vasútállomás Poznań és koncertterem Szczecin.

### Művészetek
A lengyel zeneművészet valaha volt legnagyobb alakja Frédéric Chopin. Elismert 19. századi zeneszerző volt Stanisław Moniuszko, Henryk Wieniawski és Karol Szymanowski. A 20. század ismert zeneszerzői közé tartozik Grażyna Bacewicz, Witold Lutosławski, Władysław Szpilman és Krzysztof Penderecki.
Czesław Niemen, Józef Skrzek és mások a beat és a dzsessz területén alkottak maradandót. Lengyelország egyike azon kevés európai országnak, ahol a rock és a hiphop dominál a popzene előtt, miközben mindenféle alternatív zenei műfaj is virágzik.
A lengyel irodalom hosszú és gazdag múltra tekint vissza. A középkor legismertebb lengyel írója és szerzője Jan Długosz csak latin nyelven írt műveket, mert abban az időben ez volt Európában a tudományos nyelv. Jan Kochanowski felhagyott ezzel a szokással és ő lett az első szerző, aki a legtöbb művét már lengyel nyelven írta. Számos lengyel író lett elismert az elmúlt évszázadok folyamán. Ez nagy részben köszönhető volt Adam Mickiewicznek, aki megírta az első lengyel epikus művet a Pan Tadeuszt 1834-ben. Híres írók, költők és szerzők a 19. század végén és a 20. század között: Henryk Sienkiewicz, Władysław Reymont, Witold Gombrowicz és Czesław Miłosz. Eddig négy lengyel író kapta meg az irodalmi Nobel-díjat.
| Adam Mickiewicz (1798–1855) | Henryk Sienkiewicz (1846–1916) | Władysław Reymont (1865–1925) | Czesław Miłosz (1911–2004) | Wisława Szymborska (1923–2012) | Olga Tokarczuk (1962– ) |
| --------------------------- | ------------------------------ | ----------------------------- | -------------------------- | ------------------------------ | ----------------------- |
|                             |                                |                               |                            |                                |                         |

A lengyel költészet számos világhírű költőt tudhat a magáénak. A lengyel romantikus irodalom három nagy alakja: Adam Mickiewicz, Juliusz Słowacki és Zygmunt Krasiński. Őket csak úgy emlegetik: a három bárd (trzej wieszcze). Cyprian Norwid szintén a romantika nagy alakja volt.

### Gasztronómia
A lengyel konyha (kuchnia polska) szláv hagyományait török, német, magyar, zsidó, francia, olasz és gyarmati hatások gazdagították a történelem folyamán. Az ország 19. századi széttagoltsága miatt jelentős helyi konyhák alakultak ki a területén, ilyen például Nagy-Lengyelország konyhája. Sok hús (főleg sertés), káposzta, tészta, pl. pirog (pierogi), kása (kasza) és gabonaféle szerepel az étlapján, de fűszerezése is hangsúlyos és jellemző.
A lengyel reggeli nem kiadós. Ebédkor népszerű a céklaleves (barszcz), a savanyú leves (żurek) vagy a különféle aludttejes, illetve gyümölcsből készült levesek. Kedvelt főfogás az édes-savanyú káposztából készített bigos, a rántott sertésborda-szelet (kotlet schabowy), a sertéslábszár zöldségekkel (golonka), a húsgombócok (kołduny) és a lengyel marhatekercs (zrazy). Számos étel tartalmaz túrót (twaróg).
Az étkezést gyakran zárja édesség, például fagylalt (lody) vagy a drożdżówka (ejtsdː drozsdzsuvka) nevű kelt tésztaféleség , karácsonykor, szenteste pedig a bejgliszerű mákos kalács (makowiec).
Vacsoránál általában hideg előétellel kezdenek, és ebéd vagy vacsora végén gyakran fogyasztanak teát.
A lengyel hagyományok és gasztronómia jellemző termékei a goráli juhsajtok, az ostyepka, a redykołka, a brinza.

## Sport

### Labdarúgás
Lengyelországban a legnépszerűbb sportág a labdarúgás, melynek aranykora az 1970-es években következett be. A lengyel labdarúgó-válogatott az 1974-es és az 1982-es világbajnokságon bronzérmet szerzett, az 1972. évi nyári olimpiai játékokon pedig aranyérmet nyert. Ezenkívül az 1976-os és az 1992-es ötkarikás játékokon az ezüstéremig jutottak. Az egyik legismertebb lengyel labdarúgó; Grzegorz Lato lett a világbajnokság gólkirálya 1974-ben 7 góllal. Lengyelország Ukrajnával közösen adott otthont a 2012-es labdarúgó-Európa-bajnokságnak. Napjaink egyik legeredményesebb játékosa Robert Lewandowski.

### Kézilabda
Az utóbbi években a kézilabda is egyre népszerűbbé vált, köszönhetően a lengyel férfi kézilabda-válogatott jó eredményeinek. A 2007-es világbajnokságon ezüst, a 2009-es és az 1982-es világbajnokságon pedig bronzérmet szereztek.

### Olimpia
A lengyelek az olimpiákon jól szerepelnek. 2018-ig összesen 75 arany, 91 ezüst és 140 bronz a mérlege az olimpiai csapatnak. A legeredményesebb sportág az atlétika.

### Formula–1
A Formula–1-ben Robert Kubica az első lengyel versenyző. 2008-ban ő nyerte a Kanadai Nagydíjat. A pilóta 2009-ig a svájci-német BMW Sauber csapatánál versenyzett, ám a BMW kivonulása után a 2010-es szezont már a francia Renault versenyzőjeként kezdte meg. A Hungaroringen külön tribünt neveztek el róla az odalátogató hatalmas lengyel szurkolótábor számára. A 2011-es és a 2012-es Formula–1-es idényt nem kezdhette meg, mivel 2011 februárjában egy ralibalesetet szenvedett, melyben jobb keze súlyosan megsérült.

### Egyéb
Adam Małysz négyszeres világbajnok és háromszoros olimpiai ezüstérmes síugró a síugrás történetének egyik legsikeresebb alakja.
További népszerű sportágak az országban: röplabda, síugrás, ökölvívás, kosárlabda, vívás, jégkorong, súlyemelés, úszás, valamint a salakmotorozás.

## Ünnepek
| Dátum         | Típus      | Magyar név                 | Hivatalos lengyel név (nem hivatalos név)                          | Megjegyzés                                                            |
| ------------- | ---------- | -------------------------- | ------------------------------------------------------------------ | --------------------------------------------------------------------- |
| Január 1.     | keresztény | Újév                       | Nowy Rok                                                           |                                                                       |
| Január 6.     | keresztény | Vízkereszt                 | Święto Trzech Króli                                                | 1960-ig, 2011-től újra                                                |
| Márc./Ápr.    | keresztény | Húsvét                     | Wielkanoc                                                          |                                                                       |
| Május 1.      | állami     | Nemzeti ünnep              | Święto Państwowe (Święto Pracy)                                    | Egybeesik a munka ünnepével                                           |
| Május 3.      | állami     | Május 3-i alkotmány ünnepe | Święto Narodowe Trzeciego Maja (Święto Konstytucji Trzeciego Maja) | Az 1791. május 3-i alkotmányra emlékezve                              |
| változó       | keresztény | Pünkösd                    | Pierwszy dzień Zielonych Świątek (Zielone Świątki)                 |                                                                       |
| változó       | keresztény | Úrnapja                    | Dzień Bożego Ciała (Boże Ciało)                                    | katolikus ünnep                                                       |
| Augusztus 15. | keresztény | Mária mennybevétele        | Wniebowzięcie Najświętszej Maryi Panny                             | A lengyel hadsereg napja is, az 1920-as varsói csatára emlékezve      |
| November 1.   | keresztény | Mindenszentek napja        | Wszystkich Świętych                                                |                                                                       |
| November 11.  | állami     | Függetlenség napja         | Narodowe Święto Niepodległości (Dzień Niepodległości)              | A lengyel függetlenség 123 év után történő visszaszerzésére emlékezve |
| December 25.  | keresztény | Karácsony 1. napja         | Pierwszy dzień Bożego Narodzenia                                   |                                                                       |
| December 26.  | keresztény | Karácsony 2. napja         | Drugi dzień Bożego Narodzenia                                      |                                                                       |